# Liste des substances alchimiques
Les études alchimiques ont fourni un certain nombre de substances, qui ont ensuite été classées comme composés chimiques particuliers ou mélanges de composés.
Beaucoup de ces termes étaient utilisés couramment jusqu'au XXe siècle.
- Aqua Fortis - acide nitrique, formé par 2 parts de salpêtre dans 1 part (pure) d'huile de vitriol ( acide sulfurique ). (Historiquement, ce processus n'aurait pas pu être utilisé, car 98% d'huile de vitriol n'était pas disponible. )
- Aqua Ragia / Esprit de térébenthine / Huile de térébenthine / Gomme de térébenthine – térébenthine, formée par la distillation de la résine de pin
- Aqua Regia ( latin : "eau royale") - un mélange d' aqua fortis et d'esprit de sel
- Aqua Tofani - trioxyde d'arsenic, As2O3 (extrêmement toxique)
- Aqua vitae / Spirit of Wine - éthanol, formé par la distillation du vin[1]
- Azoth - initialement cela faisait référence à un supposé solvant universel mais est devenu plus tard un autre nom pour Mercure
- Bismuth (allemand : Wismuth)
- Bitume - liquide très visqueux ou forme semi-solide de pétrole
- Blende
- Vitriol Bleu / Bluestone - Un minéral; sulfate de cuivre(II) pentahydraté.
- Soufre – soufre

- - Fleurs de soufre - formées par la distillation du soufre.

- Beurre (ou huile) d'antimoine – trichlorure d'antimoine. Formé en distillant de la stibine torréfiée avec un sublimé corrosif, ou en dissolvant de la stibine dans de l'acide chlorhydrique concentré chaud et en distillant. SbCl3
- Cadmia / Tuttia / Tutty - probablement du carbonate de zinc
- Calamine (minéral) – carbonate de zinc
- Calomel / Vif-argent corné / mercure corné – chlorure de mercure (I), un purgatif très toxique formé en sublimant un mélange de chlorure mercurique et de mercure métallique, trituré dans un mortier et chauffé dans une marmite en fer. La croûte formée sur le couvercle a été réduite en poudre et bouillie avec de l'eau pour éliminer le calomel.
- Potasse caustique / Alcali caustique du bois - hydroxyde de potassium, formé en ajoutant de la chaux à la potasse
- Soude caustique / Alcali marin caustique - hydroxyde de sodium, NaOH, formé en ajoutant de la chaux au natron
- Alcali caustique volatil - hydroxyde d'ammonium
- Craie - une roche composée de carbonate de calcium biogénique poreux, CaCO3
- Vert de chrome - oxyde de chrome et oxyde de cobalt
- Orangé de chrome – jaune de chrome et rouge de chrome
- Rouge de chrome – chromate de plomb basique – PbCrO4 + PbO
- Jaune de chrome / Jaune de Paris / Jaune de Leipzig – chromate de plomb,PbCrO4
- Cinabre / Vermillon - fait référence à plusieurs substances, parmi lesquelles : le sulfure de mercure (II) (HgS) ou le vermillon natif (le minerai commun de mercure ).
- Copper Glance - minerai de sulfure de cuivre (I) .
- Sublimé corrosif - chlorure mercurique, formé en sublimant le mercure, le vitriol vert calciné, le sel commun et le nitre
- Cuprite - minerai d'oxyde de cuivre (I)
- Blanc hollandais - un pigment, formé d'une part de blanc de plomb pour trois de sulfate de baryum, BaSO4
- Fleurs d'antimoine - trioxyde d'antimoine, formées par la torréfaction de la stibine à haute température et la condensation des vapeurs blanches qui se forment. Sb 2 O 3
- L'or des fous - un minéral, du disulfure de fer ou de la pyrite ; peut former de l'huile de vitriol au contact de l'eau et de l'air.
- Argent fulminant - nitrure d'argent, formé en dissolvant de l'oxyde d'argent (I) dans de l'ammoniac. Très explosif une fois sec.
- Or fulminant – hydrazide d'or, formé en ajoutant de l'ammoniac à l'hydroxyde aurique. Lorsqu'il est sec, peut exploser en cas de commotion cérébrale.
- Or fulminant - carbonate d'or instable formé par précipitation par la potasse à partir d'or dissous dans l'eau régale
- Galène – sulfure de plomb(II). Minerai de plomb.
- Verre d'antimoine – tétroxyde d'antimoine impur, SbO4 formé par torréfaction de la stibine. Un pigment jaune pour le verre et la porcelaine.
- Sel de Glauber – sulfate de sodium. Na2SO4
- Vitriol vert – un minéral ; sulfate de fer(II) heptahydraté (ou sulfate ferreux)

- - Marcassite - un minéral; disulfure de fer. Dans l'air humide, il se transforme en vitriol vert, FeSO4.
  - Rouge / Crocus / Colcothar - oxyde ferrique, formé en brûlant du vitriol vert dans l'air

- Gomme arabique - gomme de l'acacia
- Gypse – un minéral; sulfate de calcium, CaSO4
- Argent corné / Argentum Cornu - une forme altérée de chlorargyrite, un minerai de chlorure d'argent

- - Lunea cornea - chlorure d'argent, formé en chauffant l'argent de la corne jusqu'à ce qu'il se liquéfie puis en refroidissant

- Jaune du roi - formé en mélangeant de l'orpiment avec de l'arsenic blanc
- Lapis solaris ( pierre de Bologne ) – sulfure de baryum – 1603, Vincenzo Cascariolo
- Fumée de plomb - oxyde de plomb, trouvé dans les conduits des fonderies de plomb
- Chaux / Chaux vive (Chaux brûlée) / Calx Viva / Chaux non éteinte - oxyde de calcium, formé par la calcination du calcaire

- - Chaux éteinte – hydroxyde de calcium, Ca(OH) 2

- Foie de soufre - formé par fusion de potasse et de soufre
- Caustique lunaire / lapis infernalis - nitrate d'argent, formé en dissolvant de l'argent dans de l'acide nitrique et en s'évaporant
- Lessive - potasse dans une solution aqueuse, formée par lessivage des cendres de bois

- - Potasse / Sel de tartre - carbonate de potassium, formé par évaporation de la lessive. K2CO3 _
  - Pearlash - formé par la cuisson de la potasse dans un four

- Massicot – monoxyde de plomb, PbO

- - Litharge - monoxyde de plomb, formé par fusion et poudre de massicot
  - Minium / Plomb rouge – tétroxyde de plomb, Pb 3 O 4 ; formé par le grillage de la litharge à l'air
  - Jaune de Naples / Jaune de Cassel - oxychlorure de plomb, formé en chauffant la litharge avec du sel ammoniac

- Mercurius praecipitatus - oxyde mercurique rouge
- Lait de soufre (lac sulphuris) - formé en ajoutant un acide au thion hudor ( soufre de chaux )
- Or mosaïque - sulfure stannique, formé en chauffant un mélange de limaille d'étain, de soufre et de sel ammoniac
- Natron / Cendre de soude / Soude – carbonate de sodium, Na 2 CO 3
- Nitrum Flammans - nitrate d'ammonium
- Huile de tartre – carbonate de potassium concentré, solution de K 2 CO 3
- Huile de tartre par Deliquium - carbonate de potassium dissous dans l'eau qui ses extraits de l'air
- Huile de vitriol / esprit de vitriol - acide sulfurique, une version moins forte peut être formée en chauffant du vitriol vert et du vitriol bleu. H2SO4 _
- Orpiment - trisulfure d'arsenic, un minerai d'arsenic
- Blanc nacré – nitrate de bismuth, BiNO 3
- Laine des philosophes / nix alba (neige blanche) / Blanc de zinc - oxyde de zinc, formé en brûlant du zinc dans l'air, utilisé comme pigment
- Plumbago – un minéral, le graphite ; découvert sous forme pure pour la première fois en 1564
- Poudre d'Algaroth - oxychlorure d'antimoine, formé par précipitation lorsqu'une solution de beurre d'antimoine et d'esprit de sel est versée dans de l'eau
- Violet de Cassius - formé en précipitant un mélange d'or, de chlorures stanneux et stanniques, avec un alcali. Utilisé pour la coloration du verre
- Vif -argent - Mercure
- Réalgar - disulfure d'arsenic, un minerai d'arsenic
- Vitriol rouge - sulfate de cobalt[2]
- Regule d'antimoine
- Résine de cuivre - chlorure de cuivre (I) (chlorure cuivreux), formée en chauffant du cuivre avec un sublimé corrosif
- Sal Ammoniac - chlorure d'ammonium
- Sal Petrae (Méd. Latin : "sel de pierre")/ Sel de Pétra / Salpêtre / Nitrate de potasse - nitrate de potassium, KNO 3, généralement extrait de tas de fumier couverts
- Sel / Sel commun – Un minéral ; chlorure de sodium, NaCl, formé par évaporation de l'eau de mer (forme impure)
- Sel de Hartshorn / Sel Volatile - carbonate d'ammonium formé par la distillation des os et des cornes
- Spirit of box / Esprit pyroxylique – méthanol, CH 3 OH, alcool de bois distillé
- Esprit de Hartshorn - ammoniac, formé par la décomposition du sel ammoniac par de la chaux non éteinte
- Esprit de sel / Acidum Salis - la forme liquide de l'acide chlorhydrique (également appelé acide chlorhydrique), formée en mélangeant du sel commun avec de l'huile de vitriol

- - Air acide marin - forme gazeuse d'acide chlorhydrique

- Spiritus fumans - chlorure stannique, formé en distillant de l'étain avec un sublimé corrosif

- - Sel d'étain - chlorure stanneux hydraté
  - Beurre d'étain - chlorure d'étain (IV) hydraté

- Stibine - antimoine ou trisulfure d'antimoine, minerai d'antimoine
- Sucre de plomb - acétate de plomb (II), formé en dissolvant de l'oxyde de plomb dans du vinaigre
- Vitriol doux – éther diéthylique. Il pourrait être fabriqué en mélangeant de l'huile de vitriol avec de l'alcool de vin et en le chauffant[1].
- Thion Hudor - chaux soufrée, formée en faisant bouillir des fleurs de soufre avec de la chaux éteinte
- Minéral de turpeth - forme hydrolysée de sulfate de mercure (II)
- Vert-de-gris – Carbonate de cuivre ou (plus récemment ) acétate de cuivre(II). Le carbonate est formé par la corrosion du cuivre. L'acétate est formé par le vinaigre agissant sur le cuivre. Une version a été utilisée comme pigment vert.
- Arsenic blanc - oxyde arsénieux, formé en sublimant la suie arsenicale des fours de torréfaction
- Plomb blanc - carbonate de plomb, un pigment toxique, produit en corrodant des piles de plaques de plomb avec du vinaigre dilué sous un tas de copeaux de bois humidifiés. (remplacé par blanc fixe & lithopone )
- Vitriol blanc - sulfate de zinc, formé par lixiviation de la blende de zinc torréfiée
- Blanc vénitien - formé à parts égales de plomb blanc et de sulfate de baryum
- Zaffre - arséniate de cobalt impur, formé après la torréfaction du minerai de cobalt
- Zinc Blende - sulfure de zinc